# NationsBank
NationsBank è stata una delle principali istituzioni bancarie statunitensi degli anni '90, con sede a Charlotte in Carolina del Nord. Nata nel 1991 da una serie di fusioni, fu protagonista di una delle più grandi operazioni bancarie della storia moderna, culminata nel 1998 nella fusione con BankAmerica Corporation e la nascita della nuova Bank of America.

## Origini
Le radici di NationsBank risalgono al 1874 con la fondazione della Commercial National Bank a Charlotte, che in seguito divenne la **North Carolina National Bank** (NCNB). Quest'ultima si espanse aggressivamente a partire dagli anni '80, acquisendo diverse banche regionali.
Nel 1991, NCNB Corporation completò la fusione con **C&S/Sovran Corporation**, formando formalmente **NationsBank**.

## Espansione
Durante gli anni '90, NationsBank continuò un'aggressiva politica di acquisizioni:
- 1992: Acquisizione di Maryland National Corporation
- 1995: Acquisizione di Boatmen’s Bancshares, rendendola una delle cinque banche più grandi degli USA
- 1997: Acquisizione di Barnett Bank (Florida), rafforzando la sua posizione nel sud-est degli Stati Uniti[2]

## Fusione con BankAmerica
Nel 1998, NationsBank annunciò la fusione con la BankAmerica Corporation, con sede a San Francisco. Sebbene tecnicamente fosse NationsBank ad acquisire BankAmerica, il marchio della nuova entità divenne Bank of America, sfruttando la maggiore riconoscibilità del nome a livello nazionale.
La banca risultante aveva circa 180.000 dipendenti, 29 milioni di clienti e 570 miliardi di dollari in attivi, diventando la più grande banca commerciale degli Stati Uniti all'epoca.

## Eredità
La fusione tra NationsBank e BankAmerica diede vita a una delle più influenti istituzioni finanziarie globali. La sede principale della nuova Bank of America fu stabilita a Charlotte, mantenendo il legame con le origini della NCNB.